# Храм Риннодзи (Сендай)
Храм Риннодзи (Сэндай) (яп. 仙台市　輪王寺) — японский буддийский храм, расположенный в районе Аоба, города Сэндай.

## История
Храм был построен в 1441 году в городе Дате, префектуры Фукусима одним из членов клана Датэ. Это семейный храм Датэ. Храм был перемещён в Сэндай в 1602 году по повелению первого даймё княжества Сэндай Масамунэ Датэ, когда город начал отстраиваться. Первоначально храм был размещён в Сэндае на горе Ивадейама в 1602 году. Все строения храма были воссозданы в первоначальном виде. Святилище было построено Масамунэ в качестве подарка своей бабушке..
Местонахождение Риннодзи менялось в общей сложности шесть раз. В 1876 году в результате пожара все постройки, кроме храмовых ворот Ниомон. После этого храм долго восстанавливался. В 1915 году было завершено восстановление главного святилища и сада.

## Описание
Храм Риннодзи помимо главного святилища известен, находящимся за храмом японским садом. В пруду храмового сада растут лилии и живут японские карпы кои. В июне вокруг пруда расцветают ирисы.
Храм был реконструирован в 1915 году. Во время реконструкции, много усилий было вложено в большой сад, в результате чего он считается одним из самых известных в регионе Тохоку. Сад включает в себя также сад камней. Храмовый комплекс включает главное святилище и трёхэтажную пагоду.